# 第51回日劇學院賞
←第50回 - 第51回 - 第52回→
第51回日劇學院賞，針對2006年10月到12月在日本播出的連續劇做出投票與評比。

## 得獎名單

### 最優秀作品賞
1. 交響情人夢
2. 我的人生路
3. 14歲的母親

- 讀者票：1.我的人生路；2.唯一的愛；3.交響情人夢
- 記者票：1.交響情人夢；2.14歲的母親；3.小孤島大醫生2006
- 評審票：1.交響情人夢；2.我的人生路；3.14歲的母親

### 主演男優賞
1. 草彅剛（我的人生路）
2. 玉木宏（交響情人夢）
3. 吉岡秀隆（小孤島大醫生2006）

- 讀者票：1.草彅剛；2.龜梨和也（唯一的愛）；3.玉木宏
- 記者票：1.玉木宏；2.竹野内豐（家族）；3.吉岡秀隆
- 評審票：1.草彅剛；2.玉木宏；3.吉岡秀隆

### 主演女優賞
1. 上野樹里（交響情人夢）
2. 志田未來（14歲的母親）
3. 仲間由紀惠（功名十字路）

- 讀者票：1.志田未來；2.上野樹里；3.仲間由紀惠
- 記者票：1.上野樹里；2.志田未來；3.長澤雅美（水手服與機關槍）
- 評審票：1.上野樹里；2.志田未來；3.仲間由紀惠

### 助演男優賞
1. 堤真一（水手服與機關槍）
2. 小出惠介（交響情人夢）
3. 瑛太（交響情人夢）

- 讀者票：1.小日向文世（我的人生路）；2.堤真一；3.田中聖（唯一的愛）
- 記者票：1.堤真一；2.瑛太；3.小出惠介、北村一輝（14歲的母親）
- 評審票：1.小出惠介；2.瑛太；3.堤真一

### 助演女優賞
1. 香里奈（我的人生路）
2. 田中美佐子（14歲的母親）
3. 蒼井優（小孤島大醫生2006）

- 讀者票：1.長山藍子（我的人生路）；2.綾瀨遙（唯一的愛）；3.香里奈
- 記者票：1.田中美佐子；2.蒼井優（小孤島大醫生2006）；3.柴崎幸（小孤島大醫生2006）
- 評審票：1.香里奈；2.蒼井優；3.綾瀨遙

### 新人俳優賞
1. 河本準一（14歲的母親）
2. 富岡晃一郎（役者魂！）
3. 宇都秀星（家族）

### 監督賞
1. 武內英樹、川村泰祐、谷村政樹（交響情人夢）
2. 星護、三宅喜重、河野圭太（我的人生路）
3. 佐藤東彌、佐久間紀佳、山下學美（14歲的母親）

### 腳本賞
1. 橋部敦子（我的人生路）
2. 井上由美子（14歲的母親）
3. 大石靜（功名十字路）

### 其他
- 音樂賞：武內英樹（交響情人夢）
- 片頭片尾賞：交響情人夢
- 電視週刊特別賞：交響情人夢